# Carlos Areces Maqueda

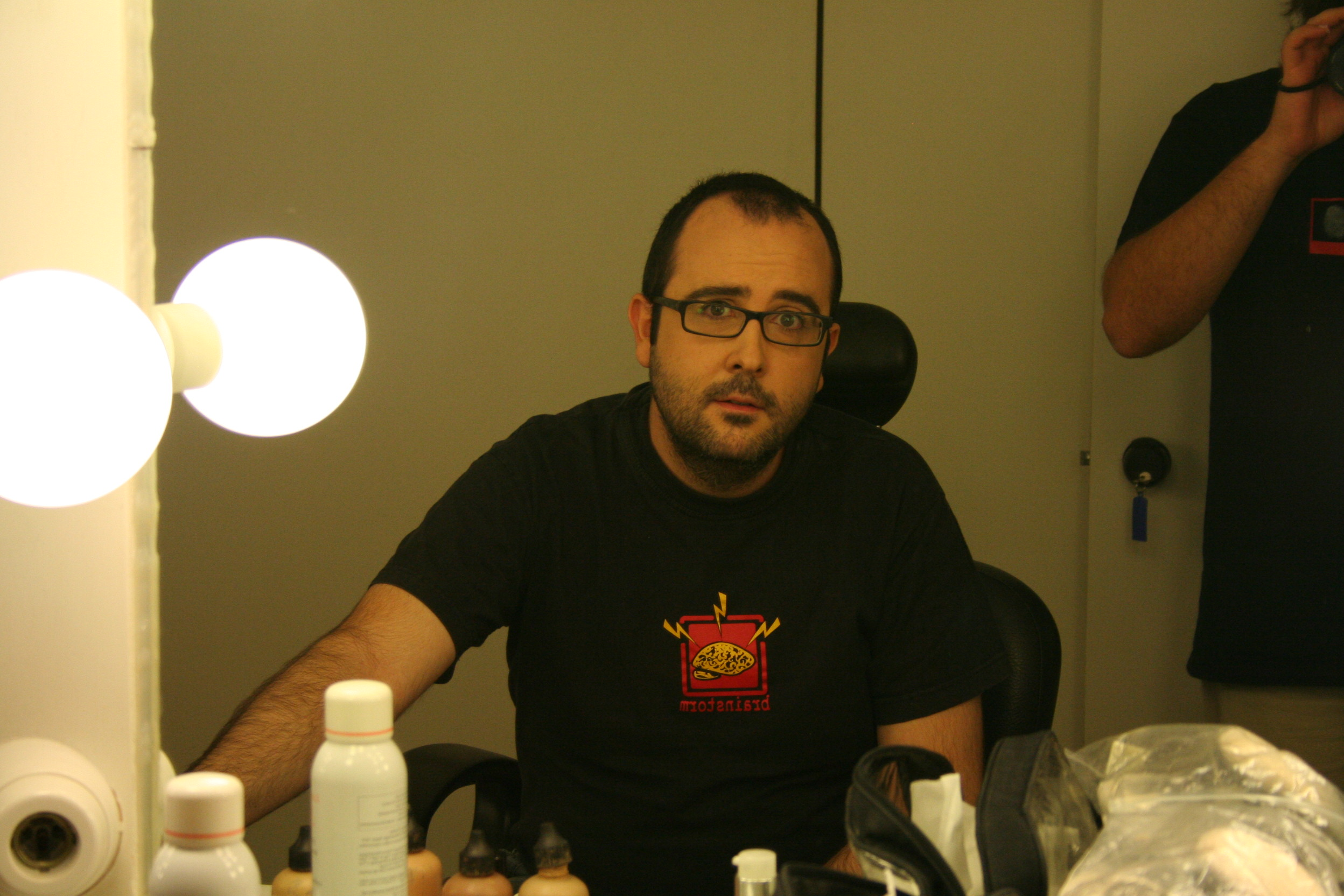
Carlos Areces, 2016

Carlos Areces Maqueda, també conegut pel nom artístic «Carlös», (Madrid, 1976), és un actor, humorista gràfic, il·lustrador, animador i músic espanyol. Esdevingué conegut a partir de les seves intervencions en el programa La hora chanante del canal Paramount Comedy amb Joaquín Reyes, Raúl Cimas, Ernesto Sevilla i Julián López González, amb els quals també realitza el programa Muchachada Nui per a La 2 de Televisió Espanyola i les series Pluton BRB Nero i les pel·lícules Balada triste de trompeta d'Alex de la Iglesia.
Després d'estudiar al col·legi San Viator, de Madrid, es matriculà en Belles arts a Conca el 1995 i va començar a treballar com a actor per a Paramount Comedy.
Encara que els seus personatges més coneguts siguin el crític gastronòmic Joseph Ringo, el jove Rappel o el Bonico del Tó, és conegut per interpretar papers femenins en els gags dels seus programes. A més dels programes esmentats, també ha col·laborat en altres de diferents cadenes, com Canal 9, Telemadrid, La Primera o La Sexta, així com a la sèrie d'Álex de la Iglesia Plutón B.R.B. Nero. Així mateix, ha protagonitzat el curtmetratge de Nacho Vigalondo Cambiar el mundo.
Com a dibuixant, ha participat en diversos fanzines com Cabezabajo o Buen provecho i s'ha autoeditat dues obres en petit format, a mig camí del còmic i el conte il·lustrat: Chechu se caga de miedo i Vamos a contar cosas cochinas, ambdues signades com a Carlös. Amb aquest mateix pseudònim signa la seva col·laboració fixa a la revista El Jueves, Ocurrió cerca de tu casa.
El 2008 va guanyar el premi Josep Toutain a l'autor revelació, al 26è Saló Internacional del Còmic de Barcelona, i el Premio Ivá al millor historietista professional el 2009. El 2024 va protagonitzar la sèrie Muertos S.L..